# Clásico del 10 a 0
{{Ficha de evento
|nombre              = Clásico del 6 a 0
|imagen              = DelanteraQuinquenioNacional.JPG
|pie_de_imagen       = El equipo de Nacional, apodado La Máquina, ganó todos los partidos de ese campeonato.
|suceso              = Segundo clásico del Campeonato Uruguayo de 1941.
|lugar               =  Estadio Centenario, Montevideo, Uruguay
|fecha               = 14 de diciembre de 1941
|participantes       =  Nacional
 Peñarol
|marcador            =  {{|6-0|}} Peñarol
|árbitro             =  Aníbal Tejada
}}
El Clásico del 10 a 0 es el nombre con el que se conoce a la segunda victoria clásica de Nacional en el Campeonato Uruguayo de 1941 frente a Peñarol.
El 14 de diciembre de 1941, Nacional derrotó a Peñarol 6-0 y 4-0 en el partido de Reservas. Por tal motivo, se conoce como el clásico del 10 a 0. Además fue el octavo clásico consecutivo que ganara Nacional, con veintiséis goles a favor y ocho en contra.
El clásico se disputó en el Estadio Centenario en el cual se vendieron 40 934 entradas, aunque se calcula que asistieron alrededor de 48 000 pues Peñarol era locatario y sus socios tenían libre acceso. Tanto el primer equipo como la reserva se coronaron campeones de sus respectivas ligas, destacando que el primer equipo finalizó invicto la campaña.

## Los clásicos

### Partido de Primera División
En el partido por el campeonato uruguayo Nacional venció a Peñarol por 6:0. Nacional formó con Ánibal Paz en el arco, Héctor Romero y Dándolo Rodríguez Candales en la defensa, Luis Alberto Luz, Eugenio Galvalisi y Schubert Gambetta en el medio campo y José Pedro Fabrini, Atilio García, Roberto Porta, Luis Ernesto Castro y Bibiano Zapirain en la ofensiva. La dirección técnica correspondía a Héctor Castro y  Emilio Servetti Mitre era el preparador físico. Por Peñarol salieron Roque Gastón Máspoli, Joaquín Bermúdez, Agenor Muñiz, Raúl Rodríguez, Héctor García, Darío Piñero, Domingo Gelpi, José Alberto Vázquez, Ubdalo Crucche, Severino Varela y Antonio Núñez. Los jueces fueron Ánibal Tejada en el campo y Juan Carlos Armental y Luis Alberto Magliocca en las bandas.
El primer gol fue una jugada colectiva en la que García entregó el balón a Fabrini el cual ejecutó un potente remate que atajó con rebote Máspoli. Muy veloz entró Zapirain y tomó el rebote venciendo al arquero con un tiro cruzado. El segundo gol lo inició Porta, pasándole la pelota a Zapirain que eludió a Raúl ¨Rodríguez y a Bermúdez devolviéndole la pelota a Porta quien remató violentamente contra el arco, produciéndose un rebote en Muniz que llegó a los pies de Castro. Levantó un centro y cabeceó Atilio García, rebotando la pelota en el palo. El rechazo a medias de Bermúdez o tomó el mimo García con tiro cruzado venciendo a Máspoli. Luego, Galvalissi habilitó a Zapirain quien centró la pelota y Fabrini, marcado por Piñero, introdujo de cabeza la pelota en el arco para marcar el 3:0 parcial. En el segundo tiempo, Atilio García habilitó a Zapirain y buscó colocación corriendo hacia el área, para que luego le llegase un centro y, con un cabezazo, venciese al golero. El quinto gol fue un tiro alto y cruzado de Castro que pegó en el poste y se metió en el arco. Por último, una gran jugada colectiva entre Porta y Castro terminó con un remate esquinado de Porta para convertir el 6:0.
| 14 de diciembre de 1941 | Peñarol | 0:6 | Nacional | Estadio Centenario, Montevideo                            |                                                           |
|                         |         |     | Bibiano Zapirain 16' · Atilio García 34' · José Pedro Fabrini 41' · Atilio García 71' · Luis Ernesto Castro 76' · Roberto Porta 88' | Asistencia: 48 000 espectadores Árbitro(s): Aníbal Tejada | Asistencia: 48 000 espectadores Árbitro(s): Aníbal Tejada |

### Partido de Reserva
En el partido de la segunda división Nacional derrotó 4:0 a su tradicional rival, con cuatro goles de Eusebio Urruzmendi. Nacional formó con Francisco Barbotto, Alejandro Morales, Juan Cabrera, Raymundo Anderolo, Rodolfo Pini, Carlos Bartibás, Luis Volpi, Aníbal Ciocca, Eusebio Urruzmendi, Conrado Paech y Enrique Castro. Peñarol se paró en la cancha con Emilio Perduto, Agustín Prado, Geraldo Spésito, Gumersindo Puentes, Adolfo Rodríguez, Leofar Cámera, José María Ortiz, Samuel Hidalgo, Walter Clavarés, Lorenzo Pino y Juan Carlos García. El juez fue Genaro Cirilo y los árbitros de línea José Tecitore y Carlos Bonza.
El primer gol comenzó con Pini dándole un pase largo a Volpi quien, pese a la marca de Spósito, habilitó a Urruzmendi. Dentro del área el centrodelantero eludió a Prado y venció a Pedutto con un tiro sesgado. En el comienzo del segundo tiempo, un rechazo defectuoso de la defensa fue tomado por Volpi que vio a Urruzmendi muy libre. Le alcanzó el balón y ante la salida de Pedutto convirtió el segundo gol con un remate al rincón. Para el tercer gol, con el equipo adversario adelantado, Enrique Castro recogió un despeje de la defensa y emprendió una veloz carrera, lanzando un pase profundo a Urruzmendi que eludió hábilmente a Pedutto e introdujo la pelota en el arco. El último tanto, fue Urruzmendi el que habilitó a Volpi, quien resultó derribado por Carcía dentro del área cuando estaba por rematar. El árbitro pitó penal, y Urruzmendi lo ejecutó rastrero y esquinado, dejando parado al arquero.
| 14 de diciembre de 1941 | Peñarol | 0:4 | Nacional                                                                                                 | Estadio Centenario, Montevideo                            |                                                           |
|                         |         |     | Eusebio Urruzmendi 34' · Eusebio Urruzmendi 46' · Eusebio Urruzmendi 67' · Eusebio Urruzmendi 82' (pen.) | Asistencia: 48 000 espectadores Árbitro(s): Genaro Cirilo | Asistencia: 48 000 espectadores Árbitro(s): Genaro Cirilo |